# ロドニー・ホールマン
ロドニー・ホールマン（Rodney Holman 1960年4月20日- ）はイプシランティイプシランティ出身のアメリカンフットボール選手。ポジションはタイトエンド。

## 経歴
高校時代にはレスリングでミシガン州の選抜に選ばれた。チュレーン大学を経て1982年のNFLドラフト3巡でシンシナティ・ベンガルズに指名されて入団した。1988年から1990年まで3シーズン連続でプロボウルに選出された。
彼はブロックとパスキャッチ能力に優れておりベンガルズの第23回スーパーボウルに貢献した。1993年に無制限フリーエージェントとなった彼はデトロイト・ライオンズと契約を結んだ。
彼はベンガルズ及びデトロイト・ライオンズで1995年までの14シーズンで213試合に出場した。これはタイトエンドとしてはトニー・ゴンザレス、ピート・メッツェラーズに次ぐ歴代3位の記録である。また通算365回のパスキャッチで4,771ヤードを獲得、36タッチダウンをあげた。ベンガルズでは318回のレシーブを獲得。ベンガルズでのパスレシーブ318回は2005年時点でチームのタイトエンドとしては歴代2位、全ポジションを合わせても歴代6位の記録となっている。
現役引退後は1998年、1999年とニューオーリンズ・セインツでアシスタントコーチを行った。